# Abraham Magni Sahlstedt
Abraham Magni (Magnusson) Sahlstedt, född 20 maj 1716 i Stockholm, död 27 oktober 1776, var en svensk språkforskare, kritiker och ämbetsman.  Han var son till kyrkoherden i Stora Tuna socken i Dalarna, prosten Magnus Sahlstedt och Katarina Arosell. Själv var han gift två gånger, sista gången 1749 med Kristina Regina von Wallwijk.

## Biografi
Efter studier i Uppsala kom Sahlstedt 1735 som extra ordinarie tjänsteman till Riksarkivet och kanslikollegium, där han 1747 blev registrator. Han skötte även tillfälligtvis sekreterarsysslan, men förbigicks vid ordinarie utnämningen härtill, varför han 1756 utnämndes till kunglig sekreterare med lön på extra stat och rätt till tjänstefrihet för utgivande av "nyttiga skrifter".
Han anlitades som sekreterare i åtskilliga kommissioner och uträttade politiska uppdrag åt Gyllenborg och hattarna. Hans hattnit invecklade honom 1743 i en högmålsprocess, som resulterade i ett halvt års fängelse. 
Sahlstedt är en av frihetstidens mångsidigaste och produktivaste författare. Ingen har flitigare än han genom egna skrifter samt bearbetningar och översättningar sökt göra den fransk-klassiska estetikens regler bekanta i Sverige. Därtill var han den förste som tillämpat sina estetiska teorier vid bedömandet av utkomna diktverk, varigenom han har kallats "den svenska litteraturkritikens fader". 
Utom på Olof von Dalin stödde han sig i sina estetiska åsikter på Boileau, Alexander Pope och framför allt på Dominique Bouhours, vars betydelsefulla lära om delikatess i smaken han omplanterade på svensk mark. I det stora hela är Sahlstedts estetik ett troget eko av rationalismen; dock finns i hans skrifter uttalanden, som tyder på inflytande av nyare idéer om geniets och fantasins väsen. 
Sahlstedt var en person med vidsträckta kunskaper, som med nit och framgång arbetade för svenska språket och vitterheten.  I fråga om poesi betonar han nöjet som den förhärskande av de båda principer, på vilka Utile Dulci-regeln vilar. Sahlstedt framträdde även som vitter författare.
Hans Samling af verser på svenska (l–4, 1751–1753), en av de allra första antologierna i sitt slag i Sverige, är ett urval av inhemska skalders diktning och har räddat en del mindre betydande tillfällighetsdiktares alster undan glömskan. Jämte ett mindre urval av äldre skalders poetiska arbeten meddelar han dels en mängd i tidningar och tidskrifter strödda skaldestycken, dels förut otryckta dikter med utsättande av författarnas namn.
För svenska språkets vård och regelbindande var Sahlstedt länge verksam. I likhet med de fransk-klassiska språkmännen i allmänhet satte han bruket som språkets viktigaste lag. Hans språkliga strävanden, särskilt på ortografins område, kvarlämnade långvariga spår. 1773 utgav Sahlstedt, på uppdrag av Vetenskapsakademien, Svensk ordbok med latinsk uttolkning, som, antagen som officiell norm för svensk språkbehandling, fyllde ett länge känt behov och blev av den mest genomgripande betydelse. 
I frihetstidens nationalekonomiska fejder deltog Sahlstedt med liv och lust genom småtryck, samtliga i utpräglat merkantilistisk anda, såsom Om frihet i näringar (1763), Den svenska fabrikören (1765), Den svenska köpmannen (samma år), Den svenska krämaren (1766) och Den svenska handtverkaren (samma år). 
För övrigt var Sahlstedt verksam inom snart sagt alla områden av svensk kultur och deltog även i psalmbokens reformerande. I dagspressen, framför allt i Dagligt Allehanda, var han en flitig artikelförfattare. Till hela sin läggning oppositionell och  polemisk, invecklades han ofta i litterära skärmytslingar. 
Så till exempel var han Olof Celsius d.y.:s besvärligaste antagonist i den bekanta striden om "Thet svenska nitets" 25:e ark, och med Carl Christoffer Gjörwell d.ä. låg han 1754–1755 i en hetsig polemik. I egenskap av sällskapet Vitterleks censor råkade han 1761 i kontrovers med Anders Schönberg d.y. om sällskapets "övningar".